# Gęsiówka
 Coordenadas : minutos ou segundos > 60
Gęsiówka (em polaco: ɡɛ̃ˈɕufka), nome informal polaco para a prisão na rua Gesia, era um campo de concentração nazista, em Varsóvia, Polônia até  5 de agosto de 1944.

## História

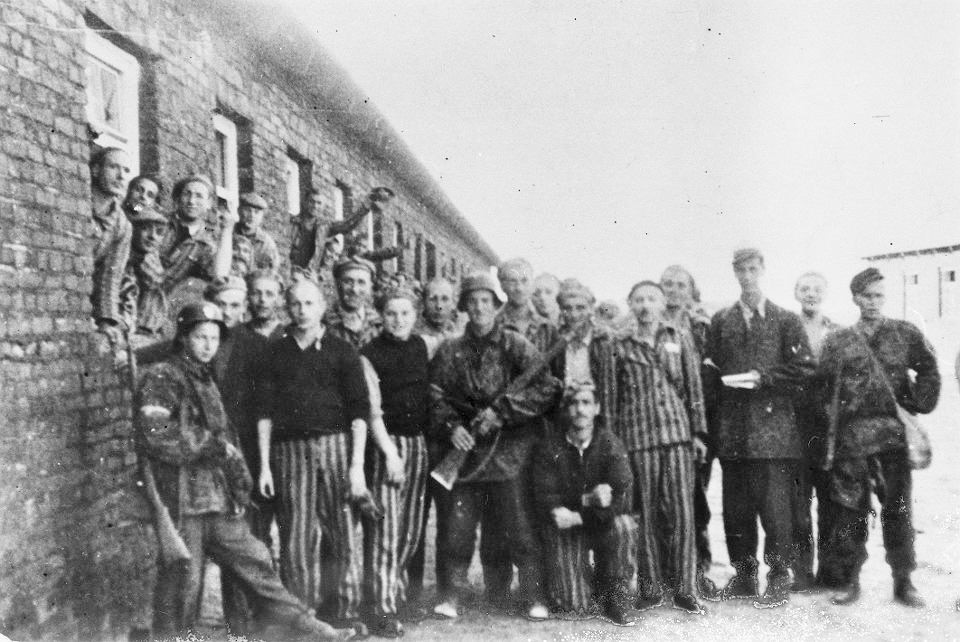
Prisioneiros da Gęsiówka e os Szare Szeregi, lutadores após a liberação do campo em 5 de agosto de 1944.

Antes da guerra, Gęsiówka era uma prisão militar do exército polonês (hoje, rua Anielewicza). A partir de 1939, após a ocupação alemã da Polónia, tornou-se um campo de reeducação da polícia de segurança alemã (Arbeitserziehungslager der Sicherheitspolizei Warschau). Em 1943, foi transformado em um campo de concentração para prisioneiros da Polónia, equipado com uma câmara de gás e crematórios . O acampamento se juntou com uma prisão vizinha, Pawiak e juntas formaram a espinha dorsal do complexo Campo de Concentração de Varsóvia. Os presos eram, na maioria judeus, incluindo prisioneiros de Tchecoslováquia, França, Grécia, Hungria, Bélgica e Alemanha.

## Ataque a Gęsiówka

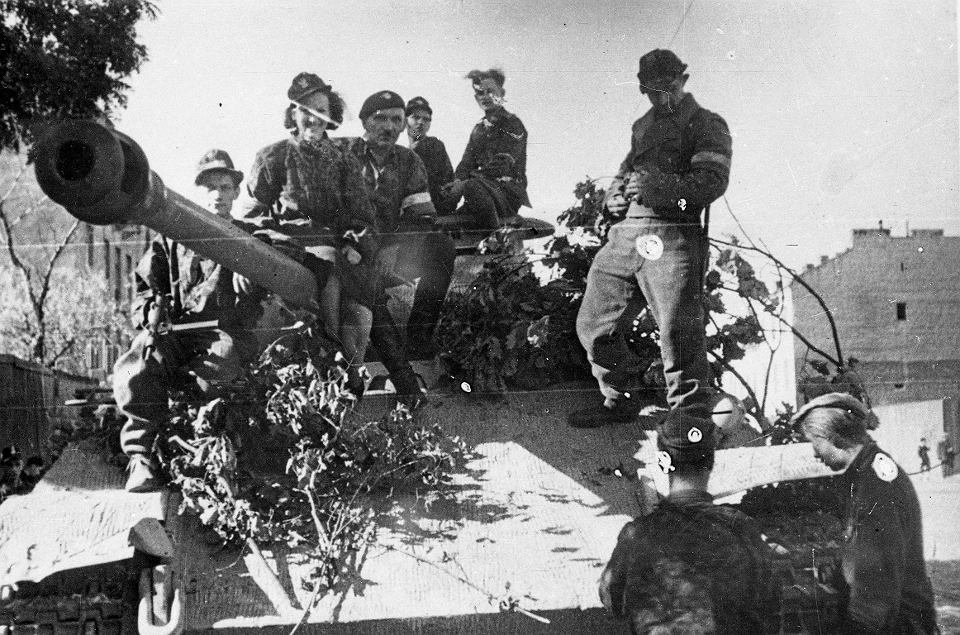
Soldados sob o Panther capturado.

Em 5 de agosto de 1944, durante a fase inicial da Revolta de Varsóvia, o Batalhão Zośka (Radosław Grupo de Szare Szeregi) da Armia Krajowa, liderada por Ryszard Białous e Stasiecki Eugeniusz atacaram o acampamento Gęsiówka que estava sendo liquidado no momento. O tanque Panzerkampfwagen V Panther "Magda", capturado pelos rebeldes em 2 de agosto, foi fundamental no ataque, apoiando o ataque com fogo de sua arma principal. Na batalha que se seguiu uma hora e meia guardas Sicherheitsdienst (SD) foram mortos ou capturados, embora alguns dos alemães conseguiram fugir em direção de Pawiak. Apenas dois combatentes poloneses foram mortos no ataque e 348 prisioneiros judeus que ficaram em Gęsiówka para ajudar na destruição das provas do assassinato em massa, foram resgatados da morte certa. A maioria desses sobreviventes se juntou à unidade Zośka e lutaram na insurreição. Mais tarde, durante a revolta, a maioria deles foram mortos, junto com aqueles que os tinham libertado.

## Galeria

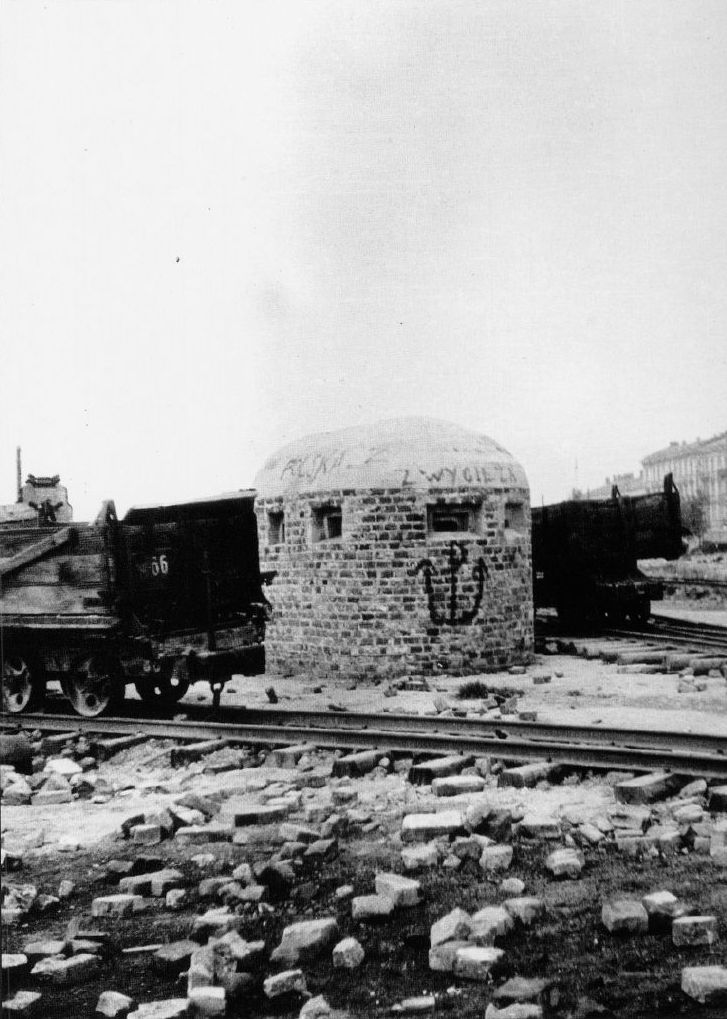
Bunkers do gueto de Varsóvia, na rua Muranowska (1944)
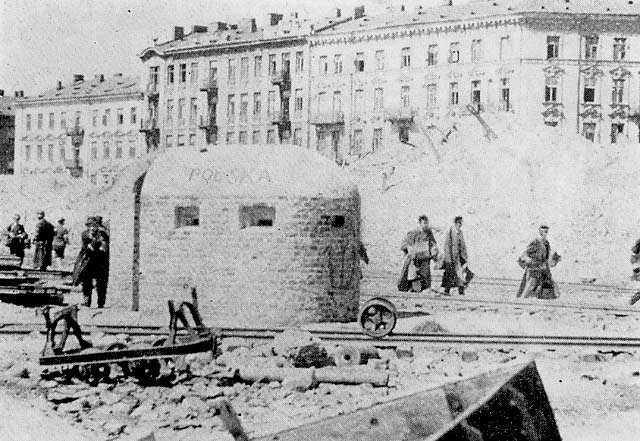
Bunkers do gueto de Varsóvia, na rua Muranowska (1944)
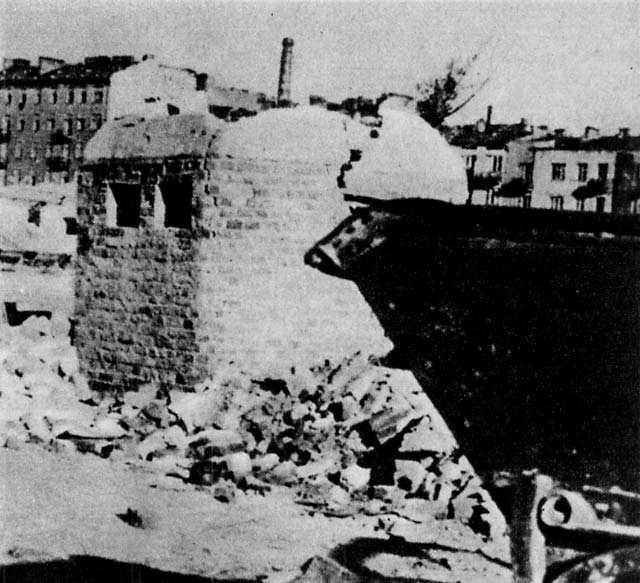
Bunker de Gęsiówka destruído pelos soldados do Batalhão "Zośka" (agosto de 1944)
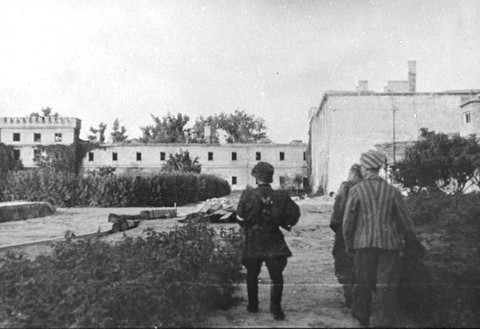
Gęsiówka após aquisição por combatentes poloneses. Na foto um soldado e dois dos 348 judeus libertados em Gęsiówka (5 de agosto de 1944)
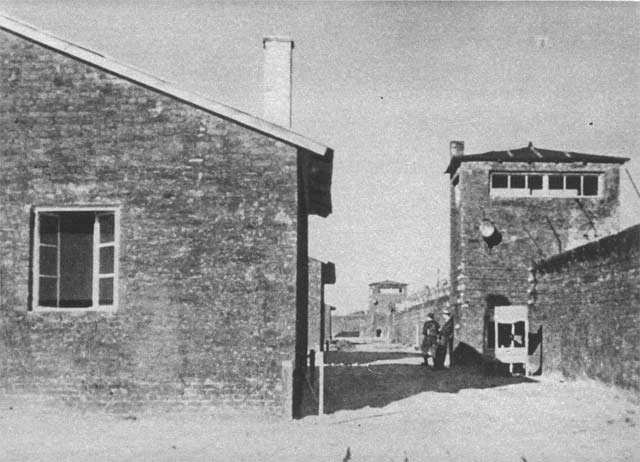
Soldados da empresa "Giewont" seguros após aquisição de Gęsiówka pelo Batalhão "Zośka" (5 de agosto de 1944)
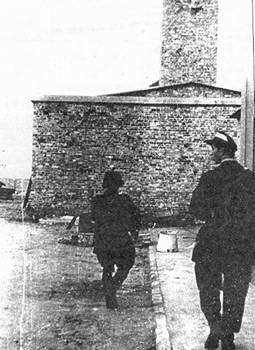
Soldados da empresa "Giewont" seguros após aquisição de Gęsiowka. No edifício crematório em volta a Gesia 26 (5 de agosto de 1944)
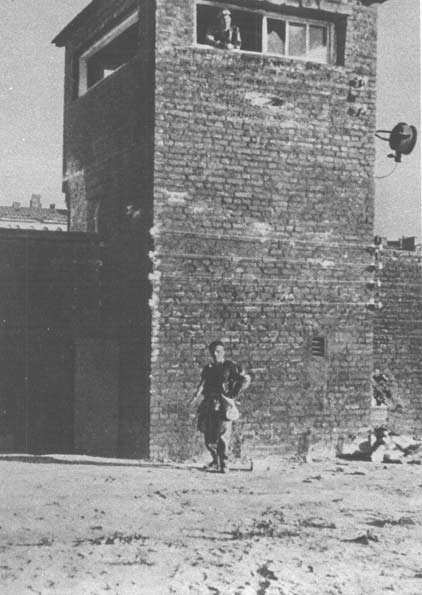
Soldados da Batalhão "Zośka" na torre de vigia após aquisição da Gęsiówka (5 de agosto de 1944)
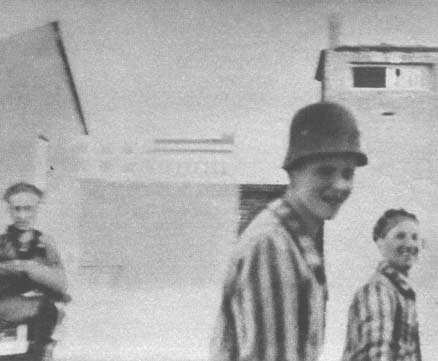
Prisioneiros acorrentados de Gęsiówka pós-libertação - um utilizando o capacete alemão Stahlhelm